# 안녕 크롤
〈안녕 크롤〉(さよならクロール 사요나라쿠로루[*])은 AKB48의 31번째 싱글이다.

## 개요
캐치프레이즈는 〈크롤 할 수 있어요? 당신에게 헤엄쳐 가고 싶어〉.
일반 유통하는 Type-A·Type-K·Type-B, 및 극장반의 4타입으로 발매된다.
모든 4타입에는 기간 한정으로 AKB48 32nd 싱글 선발 총선거의 투표용 일련 번호 카드가 봉입된다.
표제곡은 2013년 4월 28일에 일본 무도관에서 행해진 〈AKB48 그룹 임시총회 ~흑백 가려야 하지 않겠는가!~〉의 낮 공연의 앵콜에서 첫 피로되었다.
텔레비전에서는, 2013년 4월 30일에 방송된 화요곡!에서 첫 피로되었다.
뮤직 비디오의 감독 및 자켓 촬영은 니나가와 미카다. 또, 〈눈물 서프라이즈!〉 이래가 되는 메이킹 영상이 수록된다. 로케지는 오키나와현.

## 차트 성적
〈안녕 크롤〉의 싱글 CD는 발매 전날(집계 첫날)의 2013년 5월 21일 자 오리콘 데일리 싱글 차트에서 예상 매출 매수 약 145.1만 장을 기록하고 첫 등장 1위를 기록했다. 이에 따라 집계 첫날로만 밀리언 셀러를 달성했으며, 자신의 〈한여름의 Sounds good !〉이 2012년 5월 22일 자로 기록한 약 117.1만 장을 제치고, 집계 첫날의 추정 매상 매수 최고 기록을 경신했다. 싱글 CD의 첫날로만의 밀리언 셀러 달성은 AKB48에 있어서 〈한여름의 Sounds good !〉 이래 5작품 만이고, 통산 4번째가 되었다.

## 수록곡

### Type A
자켓 사진 (초회한정반 표지):오오시마 유코·와타나베 마유
자켓 사진 (초회한정반 뒷면):〈안녕 크롤〉 선발 멤버 32명
자켓 사진 (통상반 표지):오오시마 유코·와타나베 마유·이타노 토모미·시마자키 하루카
자켓 사진 (통상반 뒷면):카와에이 리나·나가오 마리야·키자키 유리아·타시마 메루·토모나가 미오·타카죠 아키
CD
1. さよならクロール / 안녕 크롤
(작사: 아키모토 야스시 / 작곡: 와타나베 카즈노리 / 편곡: 무토 세이지)
  - 에자키 글리코 PaPiCO 〈궁합 진단 파피코〉편, 〈정말로 파피코를 절반〉편 CM송
2. バラの果実 / 장미의 과실 - 언더 걸즈
(작사: 아키모토 야스시 / 작곡: 이즈미 카즈야 / 편곡: 사사키 유)
3. イキルコト / 살아가는 것 - Team A
(작사: 아키모토 야스시 / 작곡: 이시이 료스케 / 편곡: 노나카 “마사” 유이치)
4. さよならクロール off vocal ver.
5. バラの果実 off vocal ver.
6. イキルコト off vocal ver.

DVD
1. さよならクロール Music Video
2. さよならクロール Music Video ~수영복 ver.~
  - 수영복을 입고 촬영한 다른 버전.
3. バラの果実 Music Video
4. イキルコト Music Video
5. Making of さよならクロール Music Video (전편)
6. 특전 영상 Type A 《텟켄 플립 북 ~So long !~》

### Type K
자켓 사진 (초회한정반 표지):이타노 토모미·시마자키 하루카
자켓 사진 (초회한정반 뒷면):〈안녕 크롤〉 선발 멤버 32명
자켓 사진 (통상반 표지):요코야마 유이·시노다 마리코·마츠이 레나·코지마 하루나·와타나베 미유키
자켓 사진 (통상반 뒷면):아베 마리아·카토 레나·야구라 후코·키모토 카논·미야와키 사쿠라·미야자와 사에
CD
1. さよならクロール / 안녕 크롤
2. バラの果実 / 장미의 과실 - 언더 걸즈
3. How come ? - Team K
(작사: 아키모토 야스시 / 작곡·편곡: 버그베어)
4. さよならクロール off vocal ver.
5. バラの果実 off vocal ver.
6. How come ? off vocal ver.

DVD
1. さよならクロール Music Video
2. さよならクロール Music Video ~수영복 ver.~
3. バラの果実 Music Video
4. How come ? Music Video
5. Making of さよならクロール Music Video (후편)
6. 특전 영상 Type K 《텟켄 플립 북 ~꿈의 강~》

### Type B
자켓 사진 (초회한정반 표지):타카하시 미나미·요코야마 유이·카시와기 유키·시노다 마리코·코지마 하루나·마츠이 쥬리나·마츠이 레나
자켓 사진 (초회한정반 뒷면):〈안녕 크롤〉 선발 멤버 32명
자켓 사진 (통상반 표지):카시와기 유키·타카하시 미나미·마츠이 쥬리나·야마모토 사야카·사시하라 리노
자켓 사진 (통상반 뒷면):후지에 레이나·이리야마 안나·키쿠치 아야카·야마다 나나·키타하라 리에·코다마 하루카
CD
1. さよならクロール / 안녕 크롤
2. バラの果実 / 장미의 과실 - 언더 걸즈
3. ロマンス拳銃 / 로맨스 권총 - Team B
(작사: 아키모토 야스시 / 작곡·편곡: 후지스에 미키)
4. ハステとワステ / 하스테와 와스테 - BKA48
(작사: 아키모토 야스시 / 작곡: 후쿠다 타카노리 / 편곡: 하라다 나오)
  - 후지 TV 《메챠×2 이케테룻!》의 기획 내 〈국립 메챠노미즈 여자 대학 부속 제48고등학교 기말 테스트〉와의 콜라보레이션 악곡으로, 타이틀은 카와에이 리나가 〈Haste makes waste〉의 일역하는 문제에서의 오답으로부터 그대로 붙여졌다.
5. さよならクロール off vocal ver.
6. バラの果実 off vocal ver.
7. ロマンス拳銃 off vocal ver.
8. ハステとワステ off vocal ver.

DVD
1. さよならクロール Music Video
2. さよならクロール Music Video ~수영복 ver.~
3. バラの果実 Music Video
4. ロマンス拳銃 Music Video
5. ハステとワステ Music Video
  - 카와에이는 하스테와 와스테 인형을 장착한 상태로 춤추고, 미네기시는 가발을 착용하고 있다.
6. 특전 영상 Type B 《텟켄 플립 북 ~퍼스트 래빗~》

### 극장반
자켓 사진 (표지):〈안녕 크롤〉 선발 멤버 32명
CD
1. さよならクロール / 안녕 크롤
2. バラの果実 / 장미의 과실 - 언더 걸즈
3. LOVE修行 / LOVE 수행 - 연구생
(작사: 아키모토 야스시 / 작곡: 이시이 료스케 / 편곡: 노나카 “마사” 유이치)
4. さよならクロール off vocal ver.
5. バラの果実 off vocal ver.
6. LOVE修行 off vocal ver.

특전 (둘 중 하나)
- 극장반 발매 기념 대악수회 참가권+각 멤버 개별 생사진 1매
- 각 멤버 개별 생사진 2매

## 선발 멤버
소속 팀은 발매일 시점

### 안녕 크롤
(센터:와타나베 마유, 오오시마 유코, 이타노 토모미, 시마자키 하루카)
- AKB48:이리야마 안나, 카와에이 리나, 키쿠치 아야카, 시노다 마리코, 타카하시 미나미, 요코야마 유이, 와타나베 마유, NMB48:야구라 후코, HKT48:코다마 하루카, 아베 마리아, 이타노 토모미, 오오시마 유코, 키타하라 리에, 나가오 마리야, SNH48:미야자와 사에, SKE48:마츠이 쥬리나, 카시와기 유키, 카토 레나, 코지마 하루나, 시마자키 하루카, 후지에 레이나, NMB48:와타나베 미유키, JKT48:타카죠 아키
- SKE48:키자키 유리아, 마츠이 레나, 키모토 카논
- NMB48:야마모토 사야카, 야마다 나나
- HKT48:사시하라 리노, 미야와키 사쿠라, 타시마 메루, 토모나가 미오

### 장미의 과실
〈언더 걸즈〉 명의
(센터:코지마 나츠키)
- AKB48:이와타 카렌, 오오시마 료카, 사사키 유카리, 타카하시 쥬리 , 타노 유카, 무토 토무, SKE48:후루하타 나오, 코지마 나츠키, 오카다 나나, 코지마 마코
- SKE48:무카이다 마나츠
- NMB48:요시다 아카리, 요기 케이라
- HKT48:마츠오카 나츠미, 모리야스 마도카, 타니 마리카

### 살아가는 것
〈Team A〉 명의
(센터:와타나베 마유)
- 팀A: 이즈타 리나, 이리야마 안나, 이와타 카렌, 오오시마 료카, 카와에이 리나, 키쿠치 아야카, 코바야시 마리나, 사토 스미레, 시노다 마리코, 다카하시 쥬리, 다카하시 미나미, 타노 유카, 나카츠카 토모미, 나카마타 시오리, 마츠이 사키코, 모리카와 아야카, 요코야마 유이, 와타나베 마유, NMB48:코타니 리호

### How come?
〈Team K〉 명의
(센터:오오시마 유코)
- 팀K: 아키모토 사야카, 아베 마리아, 이타노 토모미, 우치다 마유미, 오오시마 유코, 키타하라 리에, 쿠라모치 아스카, 코바야시 카나, 사토 아미나, 시마다 하루카, 스즈키 시호리, 치카노 리나, 나가오 마리야, 나카타 치사토, 후지타 나나, 마에다 아미, 마츠바라 나츠미, 미야자키 미호, 무토 토무, SKE48:마츠이 쥬리나

### 로맨스 권총
〈Team B〉 명의
(센터:카시와기 유키)
- 팀B: 이시다 하루카, 이와사 미사키, 우메다 아야카, 오오야 시즈카, 카시와기 유키, 카타야마 하루카, 카토 레나, 코지마 나츠키, 코지마 하루나, 코모리 미카, 시마자키 하루카, 타케우치 미유, 타나베 미쿠, 나카무라 마리코, 나토리 와카나, 노나카 미사토, 후지에 레이나, 야마우치 스즈란, SKE48:오오바 미나, NMB48:이치카와 미오리, NMB48:와타나베 미유키, SKE48:이시다 안나

### 하스테와 와스테
〈BKA48〉 명의
괄호 안은 후지 TV 《메챠×2 이케테룻!》의 기획 내 〈국립 메챠노미즈 여자 대학 부속 제48고등학교 기말 테스트〉의 순위로, 성적이 하위였던 7명(9위~15위)이 참가한다.
(센터:카와에이 리나)
- AKB48:카시와기 유키 (9위), 사시하라 리노 (HKT48, 10위), 미네기시 미나미 (11위), 시마자키 하루카 (12위), 코지마 하루나 (13위), 다카하시 미나미 (14위), 카와에이 리나 (15위)

### LOVE 수행
〈연구생〉 명의
(센터:니시노 미키)
- AKB48:사사키 유카리, 히라타 리나, 오오모리 미유, 아이가사 모에, 이와타테 사호, 우치야마 나츠키, 우메타 아야노, 오카다 아야카, 오카다 나나, 키타자와 사키, 코지마 마코, 시노자키 아야나, 타카시마 유리나, 니시노 미키, 하시모토 히카리, 마에다 미츠키, 미네기시 미나미, 무라야마 유이리, 모기 시노부